# Tit Tarquini
Tit Tarquini (en llatí Titus Tarquinius) va ser un militar romà, fill primogènit de l'últim rei de Roma, Tarquini el Superb, i de la seva segona dona Túl·lia Minor. Tenia dos germans, Arrunt i Sext Tarquini.
Tit, amb el seu germà petit, Arrunt i el seu cosí Luci Juni Brutus, van anar a consultar l'oracle de Delfos. Els dos germans van preguntar qui seria el proper governant de Roma i l'oracle va contestar que la primera persona que besés a la seva mare es convertiria en rei. Només Juni Brutus ho va interpretar correctament, ja que la mare, en el seu sentit màxim, era la mare terra, i quan va arribar a Roma va fingir que ensopegava i va besar el terra.
Quan els Tarquinis van ser expulsats de Roma, i Juni Brut va ser elegit cònsol, Tit i el seu germà Arrunt es van refugiar a Caere. Tit va combatre contra l'exèrcit romà a la batalla del Llac Regillus l'any 496 aC en l'últim intent de restaurar als Tarquinis en el tron de Roma. Durant la batalla, Marc Valeri Volús va voler matar a Tit i va ser assassinat per la guàrdia personal del príncep.